# الدنوة (إب)

تعديل مصدري - تعديل

الدنوة محلة تابعة لقرية ذى محبش، التابعة لعزلة حرد بمديرية إب إحدى مديريات محافظة إب في الجمهورية اليمنية.، بلغ تعداد سكانها 64 حسب تعداد اليمن لعام 2004.